# Saison 2012-2013 du Toulouse Football Club (féminines)
Maillots
Dernière mise à jour : 8 mars 2013.
Chronologie
Saison précédente
La saison 2012-2013 de la section féminine du Toulouse Football Club est la première saison du club toulousain en première division du championnat de France depuis sa rétrogradation en 2011 et la vingt-cinquième saison du club à ce niveau depuis 1981.
Soraya Belkadi est à la tête du staff toulousain lors de cette nouvelle saison qui fait suite à une saison de transition où le club a fait un rapide passage par la deuxième division. Ainsi, les objectifs pour cette saison sont modestes, les dirigeants souhaitant obtenir le maintien le plus rapidement possible.
Le Toulouse FC va également évoluer au cours de la saison en Coupe de France.

## Avant saison

### Transferts
En ce début de saison dans l'élite, le club change dans un premier temps d'entraineur avec l'arrivée de Soraya Belkadi en provenance de l'école de football du club et se renforce en enrôlant sept nouvelles joueuses, Estelle Lagier de l'US Véore, Sophie Legros de l'université Harvard, le duo Lilas Traïkia-Marie-Ange Kramo de l'ASPTT Albi, Julie Bonnin du FF Issy et Clémence Cadic de l'ES Blanquefortaise. Lors de la trêve hivernale, le club se renforce en enrôlant la jeune Medina Mahfoud qui évoluait dans l'équipe des moins de 19 ans du Paris SG.
Après le départ de son entraineur Matthieu Vrilliard pour entrainer les moins de 15 ans de l'ES Saint-Simon, le club fait face à plusieurs départs, puisque Marie Papaix signe à l'AS Algrange, Stéphanie Richy au Nîmes M, Flavie Brottier au SC Lafrançaise et Dina Jeanjean Rodez AF. De plus, Virginie Dessalle décide de mettre un terme à sa carrière.

### Préparation d'avant-saison
Avant son premier match officiel de championnat prévu le 9 septembre, le Toulouse FC a programmé trois matchs amicaux face au Montpellier HSC et face au moins de 15 ans de l'US Pamiers, ainsi que le tournoi d'Albi, regroupant les meilleurs clubs de la région.

## Compétitions

### Championnat

#### Phase aller - Journée 1 à 11
La saison 2012-2013 de Division 1 est la trente-neuvième édition du championnat de France de football féminin. La division oppose douze clubs en une série de vingt-deux rencontres. Les meilleurs de ce championnat se qualifient pour la Ligue des Champions (les deux premiers). Le Toulouse FC participe à cette compétition pour la vingt-cinquième fois de son histoire et l'a remportée à quatre reprises.
La compétition débute pour le Toulouse FC, le dimanche 9 septembre 2012 à 15 h, par un match face au FF Yzeure. Les Toulousaines pour leur premier match de la saison, réalise un prestation moyenne face à des Auvergnates mieux rodées à ce niveau, s'inclinant sur le score de trois buts à un, malgré le pénalty inscrit par Lilas Traïkia. Lors de la seconde journée, les filles de Soraya Belkadi sont écrasées par les joueuses du Montpellier HSC sur le score de cinq buts à zéro avant de subir la loi des championnes de France lyonnaises la semaine suivante sur le score de sept buts à zéro. Les Toulousaines continuent leur dur apprentissage de Division 1 en s'inclinant une nouvelle fois face au Paris SG sur le score de six buts à zéro, avec comme principal bourreau, l'Américaine Lindsey Horan et de la Suédoise Kosovare Asllani.
Lors de la cinquième journée de championnat, les filles de Soraya Belkadi accrochent pour la première fois leur adversaire en tenant en échec le FC Vendenheim sur le score d'un but partout. Les Toulousaines retombent dans leur travers dès la journée suivante en s'inclinant sur leur pelouse face à l'Arras FCF sur le score de deux buts à zéro, avant de sombrer face au FCF Juvisy et à une Gaëtane Thiney intenable qui inscrit trois des six buts de son équipe.
Lors de la huitième journée, les Toulousaines cèdent dans le match des mal classés face au FF Issy qui s'impose quatre buts à trois, laissant ainsi au club toulousain la dernière place du classement. La semaine suivante, le club s'incline à nouveau face à l'EA Guingamp sur le score de trois buts à zéro et s'enfonce un peu plus dans les profondeur du classement, avant de réagir face au Rodez AF et de décrocher un bon match nul un but partout dans un championnat difficile pour le club toulousain. L'ultime match de la phase aller du club est reporté au 13 janvier à cause des intempéries empêchant les Stéphanoises de se déplacer dans la Haute-Garonne. Les Toulousaines profitent de ce match en retard, pour décrocher leur première victoire de la saison en s'imposant un but à zéro sur une réalisation de Coralie Chanudet.

#### Phase retour - Journée 12 à 22
Pour son premier match retour et le dernier avant la trêve hivernale, les Toulousaines s'inclinent de justesse sur le terrain du Montpellier HSC sur le score de deux buts à un. La reprise du championnat s'effectue le 6 janvier, et les joueuses de Soraya Belkadi entament cette année 2013 de la pire des façons en sombrant largement face à l'Olympique lyonnais sur le score de onze buts à un, puis en s'inclinant à nouveau lors de la journée suivante sur la pelouse enneigé du Paris SG, sur le score de trois buts à zéro. Lors de la journée suivante, les Toulousaines sont tenus une nouvelle fois en échec par le FC Vendenheim, pour un affrontement de bas de tableau qui se termine sur un petit zéro partout, résultat qui n'arrange aucune des deux équipes. Même scénario lors de la journée suivante face à un autre promu, l'Arras FCF, qui après avoir mené rapidement deux buts à zéro, a vu revenir les violettes et blanches lors de la seconde période, se séparant sur un score de parité deux buts partout.

### Coupe de France
La coupe de France 2012-2013 est la 12e édition de la coupe de France, une compétition à élimination directe mettant aux prises les clubs de football à travers la France métropolitaine et les DOM-TOM. Elle est organisée par la FFF et ses ligues régionales.
Marinette Pichon effectue un tirage délicat pour les Toulousaines qui joueront à l'extérieur, face à l'ES Blanquefortaise, qui évolue en seconde division. Les filles de Soraya Belkadi perdent pied rapidement, mené deux buts à zéro après seulement 31 minutes de jeu, c'est au bout du suspense qu'elles arrachent les prolongations inscrivant deux buts dans les dix dernières minutes pour finalement l'emporter lors de la séance des tirs au but sur le score de trois buts à deux. Au tour suivant, les Toulousaines ont la chance d'accueillir une autre équipe de seconde division, le FCF Monteux, qui cède lors de la première mi-temps, pour finalement finir le match sur le score de deux buts à un, permettant aux violettes et blanches de continuer l'aventure dans cette compétition.

### Matchs officiels de la saison
Le tableau ci-dessous retrace les rencontres officielles jouées par le Toulouse FC durant la saison. Les buteurs sont accompagnés d'une indication sur la minute de jeu où est marqué le but et, pour certaines réalisations, sur sa nature (penalty ou contre son camp).
| Compétition     | Débute au tour | Place ou tour final | Matches joués | Gagnés | Nuls | Perdus | Buts pour | Buts contre | Différence |
| Division 1      | -              | -                   | 16            | 1      | 4    | 11     | 11        | 56          | -45        |
| Coupe de France | 1/32 de finale | -                   | 2             | 1      | 1    | 0      | 4         | 3           | +1         |
| Total           | -              | -                   | 18            | 2      | 5    | 11     | 15        | 59          | -44        |

## Joueurs et encadrement technique

### Encadrement technique
L'équipe est entraînée par Soraya Belkadi. Elle est en poste depuis l'été 2012, c'est une ancienne internationale française qui a joué au Toulouse FC de 2004 à 2008.

### Statistiques individuelles
| \| Garcia Arcambal Kerrache Rouzies Chatelin Cervera M-A. Kramo M-J. Kramo Ritter Chanudet Traïkia \| Équipe type de la saison. · D'après les temps de jeu à leur poste. |
| Garcia Arcambal Kerrache Rouzies Chatelin Cervera M-A. Kramo M-J. Kramo Ritter Chanudet Traïkia                                                                          |

| Joueuse            | Total |
| Lilas Traïkia      | 4     |
| Delphine Chatelin  | 2     |
| Marie-Ange Kramo   | 2     |
| Myriam Benlazar    | 2     |
| Sandra Maurice     | 2     |
| Coralie Chanudet   | 1     |
| Marie-Joëlle Kramo | 1     |
| Marina Kerrache    | 1     |

| Joueuse           | Total |
| Marie-Ange Kramo  | 3     |
| Coralie Chanudet  | 1     |
| Delphine Chatelin | 1     |
| Lilas Traïkia     | 1     |

### Joueuses en sélection nationale
Si plusieurs joueuses ont déjà connues les joie de représenter l'équipe de France, elles ne sont plus appelées régulièrement cette saison.

## Affluence et télévision

### Affluence
Affluence du TFC à domicile

### Retransmission télévisée
Profitant de la médiatisation de la Coupe du monde, la FFF avait lancé le lundi 11 juillet 2012 l’appel d’offre pour les droits TV du championnat de France. Ces derniers ont été remportés par France Télévision en duo avec la chaine Eurosport pour un contrat s'élevant à 110 000 euros.

## Équipe réserve et équipes de jeunes
La réserve toulousaine évolue en Division d’Honneur de Midi-Pyrénées, soit deux divisions en dessous de l’équipe première. 
Le club haut-garonnais possède également une équipe des moins de 19 ans qui participe au Challenge National Féminin U19.